# Доходный дом А. Ф. Бубыря
Доходный дом А. Ф. Бубыря — памятник архитектуры. Расположен в Центральном районе Санкт-Петербурга, современный адрес дома — Стремянная улица, 11.
Здание построено в 1906—1907 годах Н. В. Васильевым и А. Ф. Бубырём (что стало началом их творческого сотрудничества, в рамках которого Васильев чаще занимался фасадами, а Бубырь — планировкой), разрешение на строительство было выдано 28 августа 1906 года. Проект был создан для К. Н. Угрюмова и сестёр, но А. Ф. Бубырь стал владельцем участка в ходе строительства.
Участок здания узкий, жилые корпуса шестиэтажные, они стоят с трёх сторон двора, с четвёртой стороны стоят службы с конюшнями и гаражом. У лицевого корпуса два пролёта и шестикомнатные квартиры, у прочих корпусов один пролёт, в квартирах 3 и 5 комнат. У чёрной лестницы в дверном проёме стоит составленная из рустового камня и частично тёсаного, частично шлифованного ствола колонка. На верхнем этаже, одновременно в лицевой и в части дворового флигеля, была расположена квартира владельца в 10 комнат.
В нижнем этаже главного фасада сделаны витрина, подворотня и вход, простенки узкие, но они и перемычки облицованы для создания эффекта прочности блоками красного пютерлакского гранита скальной фактуры. Второй этаж и основание эркера облицованы финляндским горшечным камнем грубой отделки (что позволяло, с одной стороны, сэкономить, с другой — создать впечатление глубокого архаизма, игры природных сил), как будто в продолжение пилонов выше идёт широкая вертикальная облицовка талькохлоритом.
В верхней части фасад покрыт серым кирпичом, цементной штукатуркой, в основном гладкой, но местами шероховатой, зелёной поливной плиткой. Трёхгранный смещённый влево эркер, переходящий в округлый выступ с щипцом-кокошником, облицован плитами горшечного камня. На контрасте с эркером сделана ниша на три этажа. Многие окна шестиугольные со срезанным верхом (в том числе в дворовых корпусах).
Фасад украшен рельефами на тему природы — две птицы, похожие на сову и дятла, у входа на лестницу, рыбы на пятах подворотни, на скосах окон второго этажа — некие водные обитатели, грубо-архаичные маски, ёлочки из треугольников, выше — лесные птицы, над ними — мухомор и небесные светила и орнаменты-маски. Парные фигуры не повторяются. Рельефы сделаны из того же материала, что и облицовка, на которой они расположены, и размещены в опорных точках. Вероятно, в скульптурном оформлении дома участвовал В. Н. Судьбинин.
На торцевом фасаде дома два окна на уровне 4-го этажа заполнены стеклянными шестигранными кирпичами Фальконье.
В вестибюле здания стоит камин с трапециевидным верхом и геометризованно-цветочным орнаментом. В квартирах можно увидеть изразцовые печи, двери с расстекловкой, лепные потолки, дубовые рамы и двери.
С 1960-х годов в здании располагалось кафе «Эльф», которое в 1980-х посещали Олег Гаркуша, Виктор Цой, Борис Гребенщиков, Александр Башлачёв и другие.
В 2019 году дом вошел в перечень 255 многоквартирных домов — памятников архитектуры с особо сложными фасадами, которые предполагается отреставрировать по программе КГИОП «Наследие».

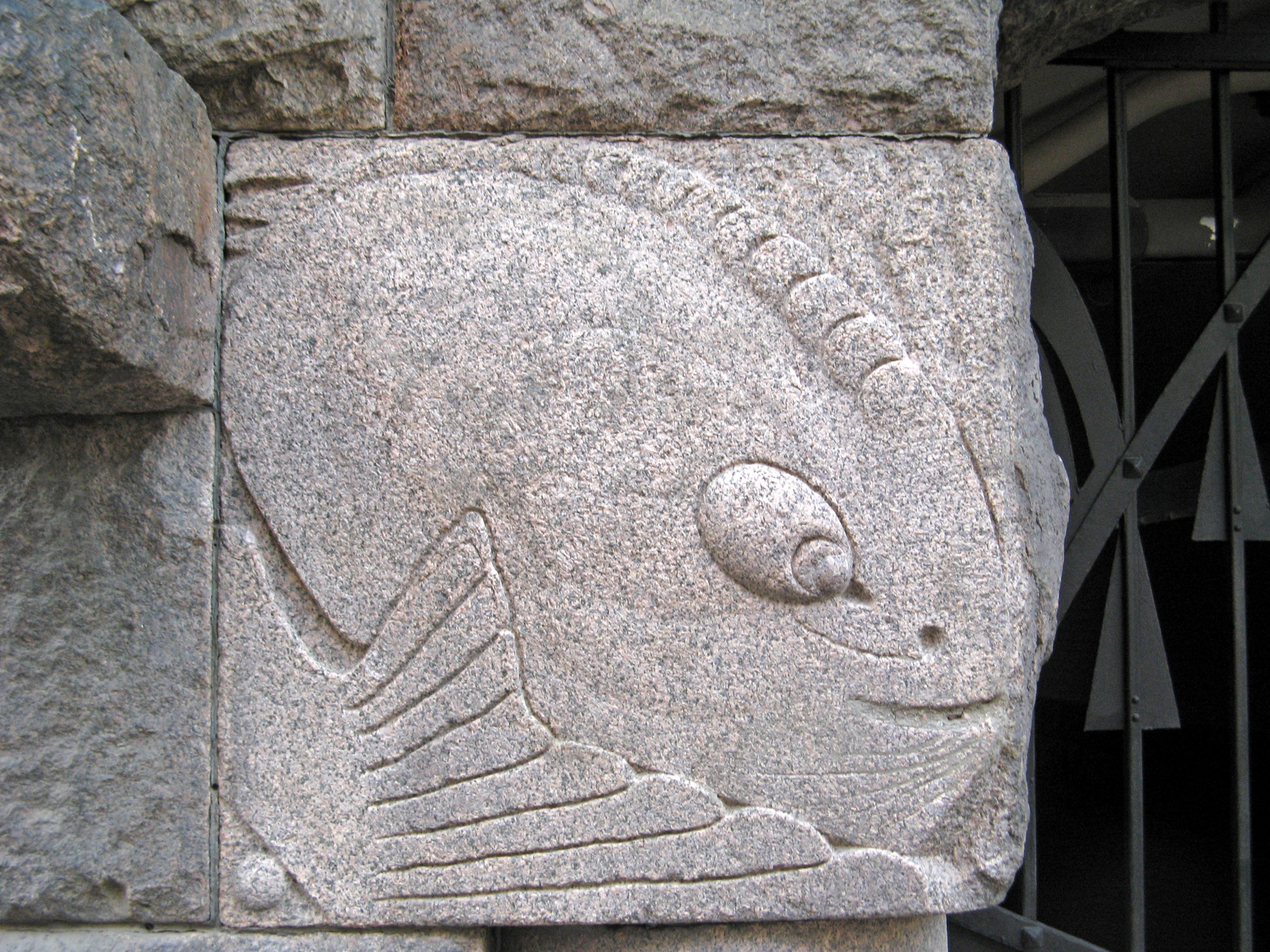
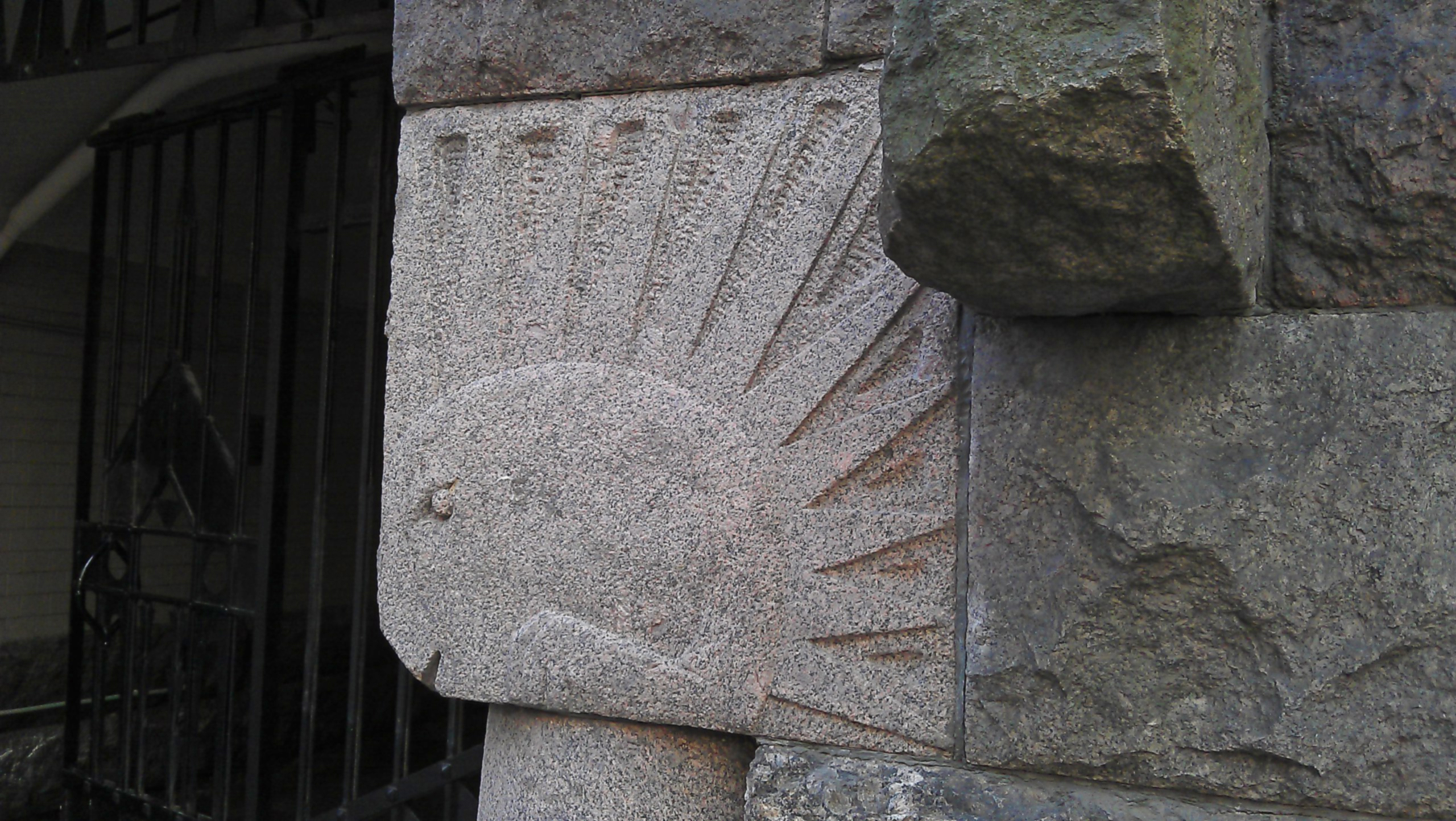
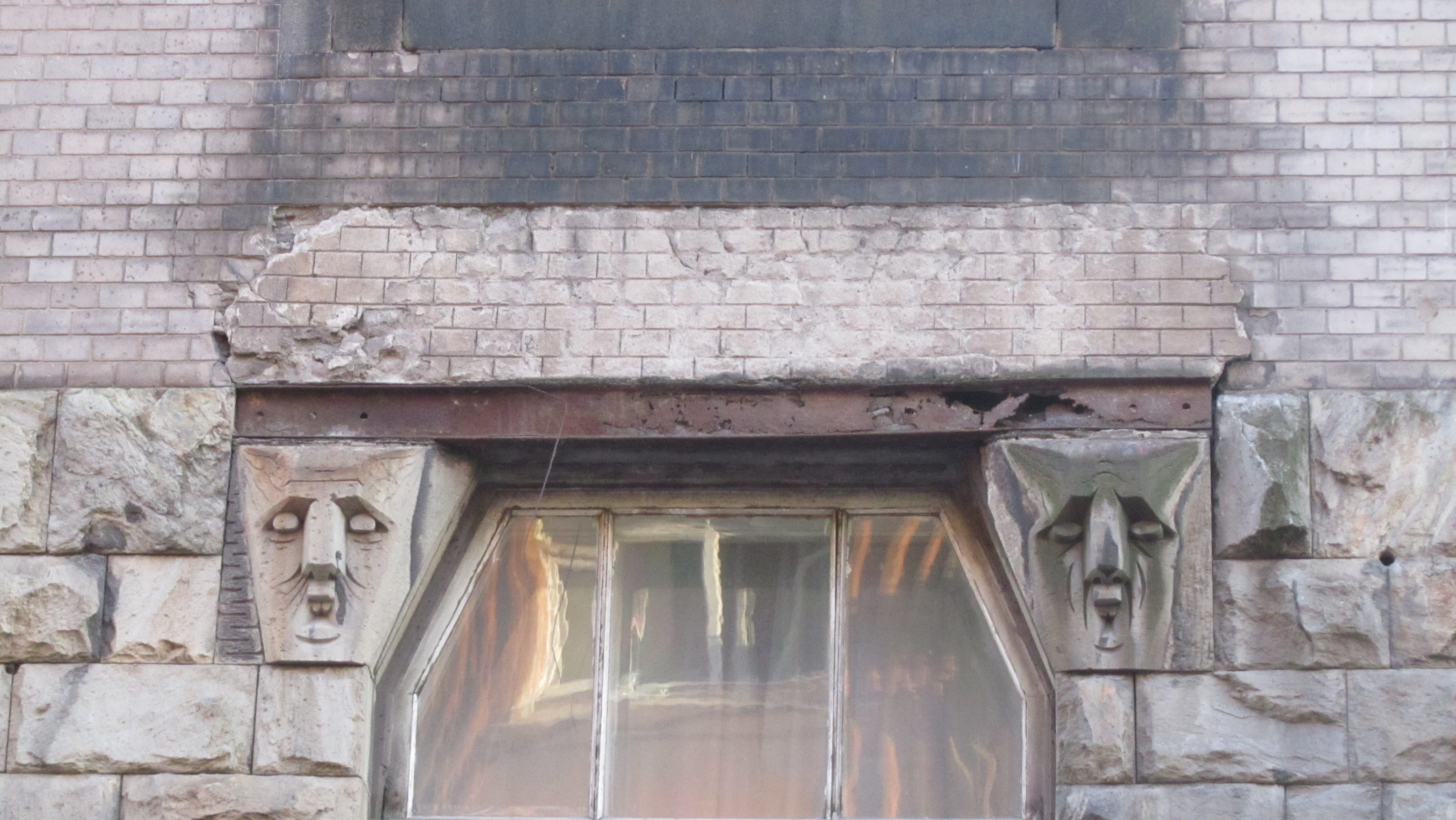
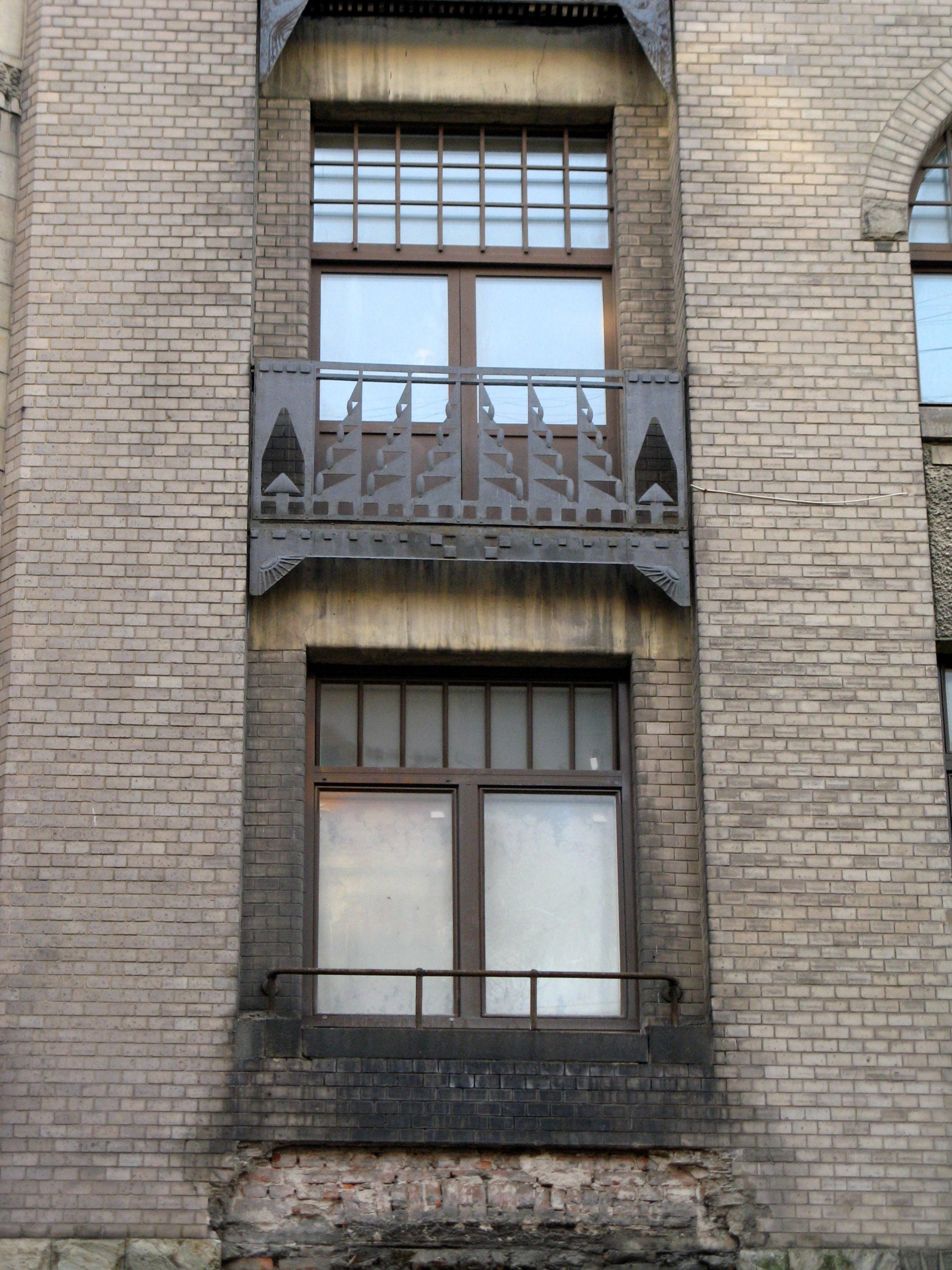
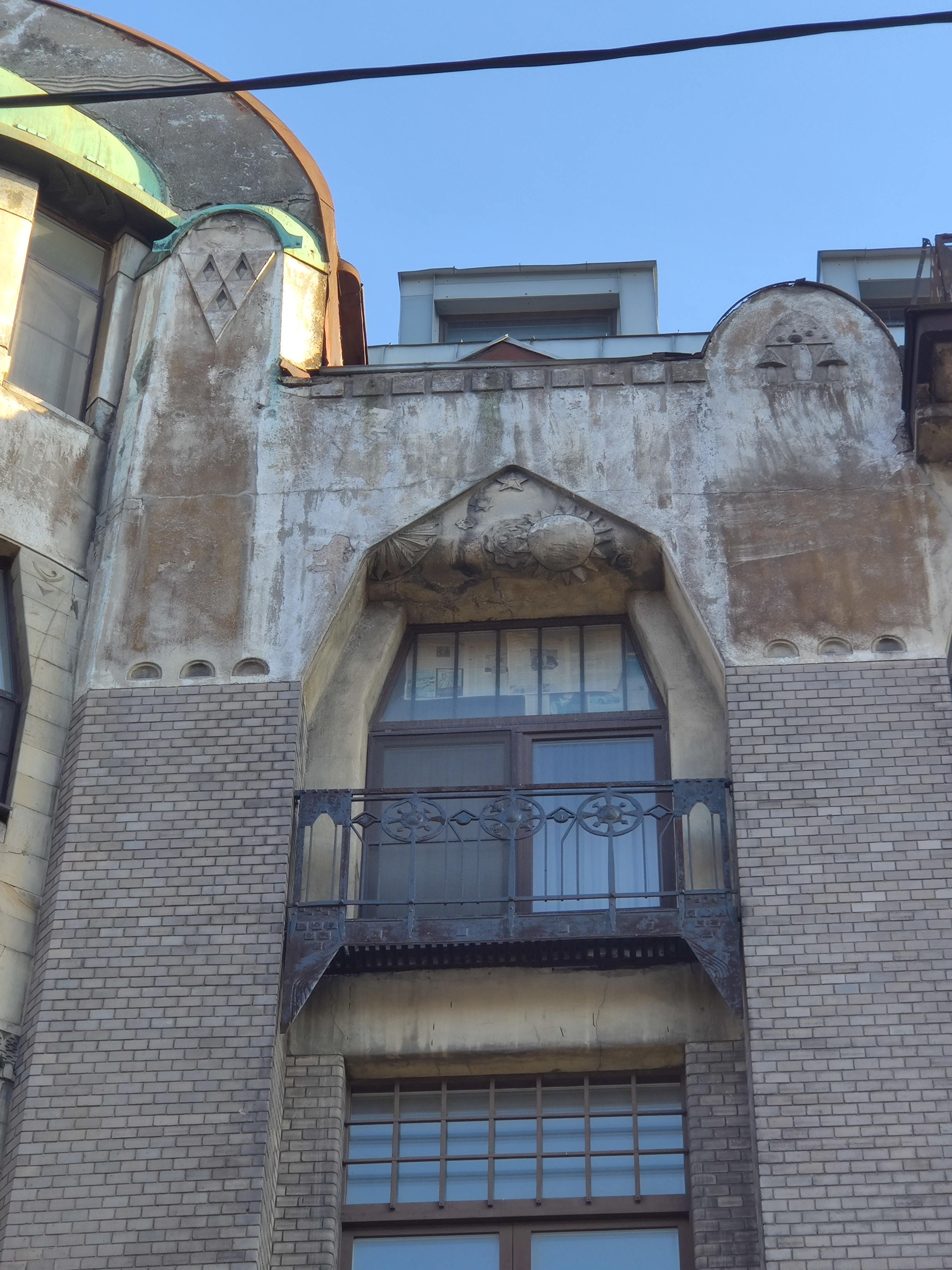
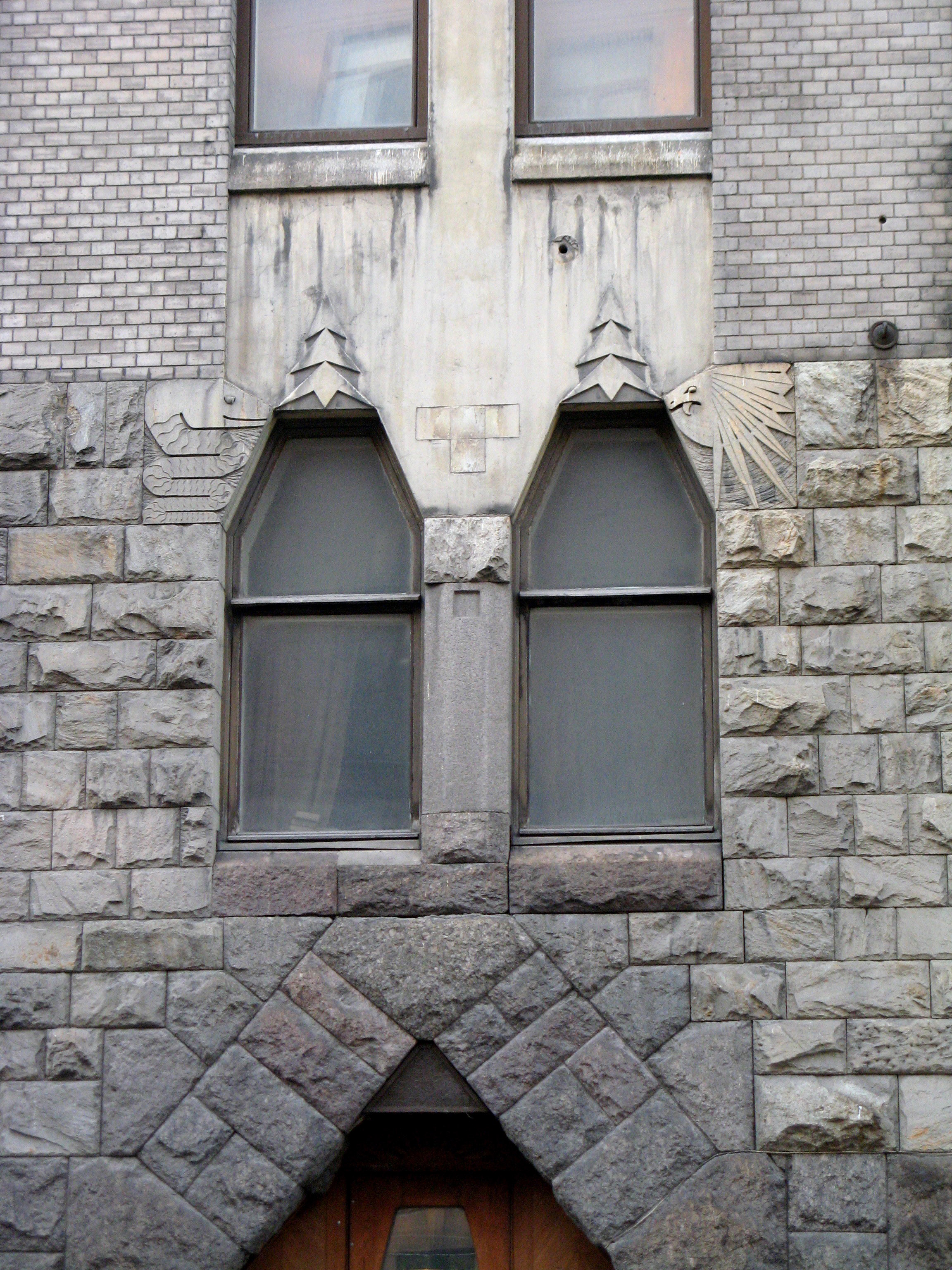
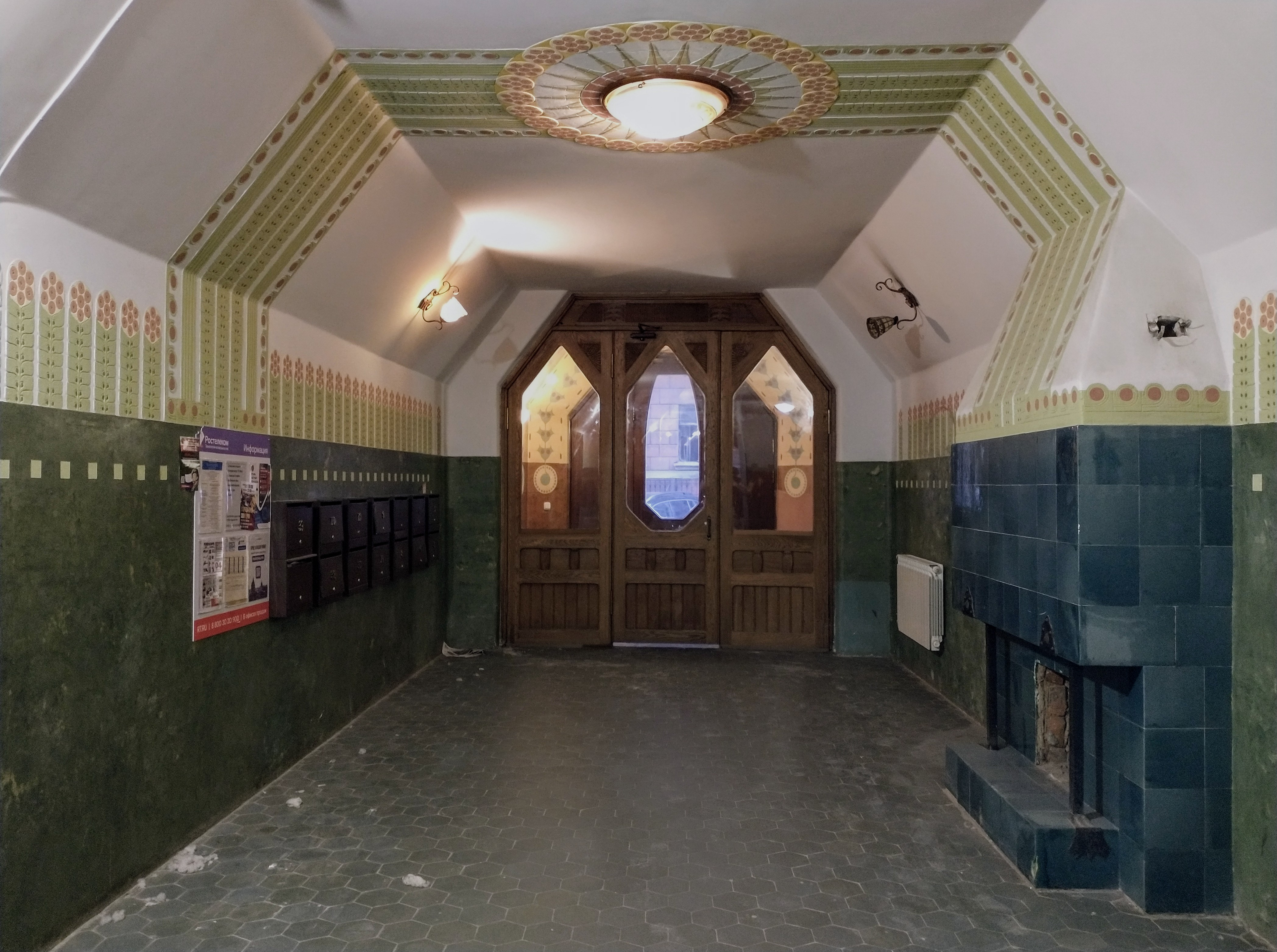
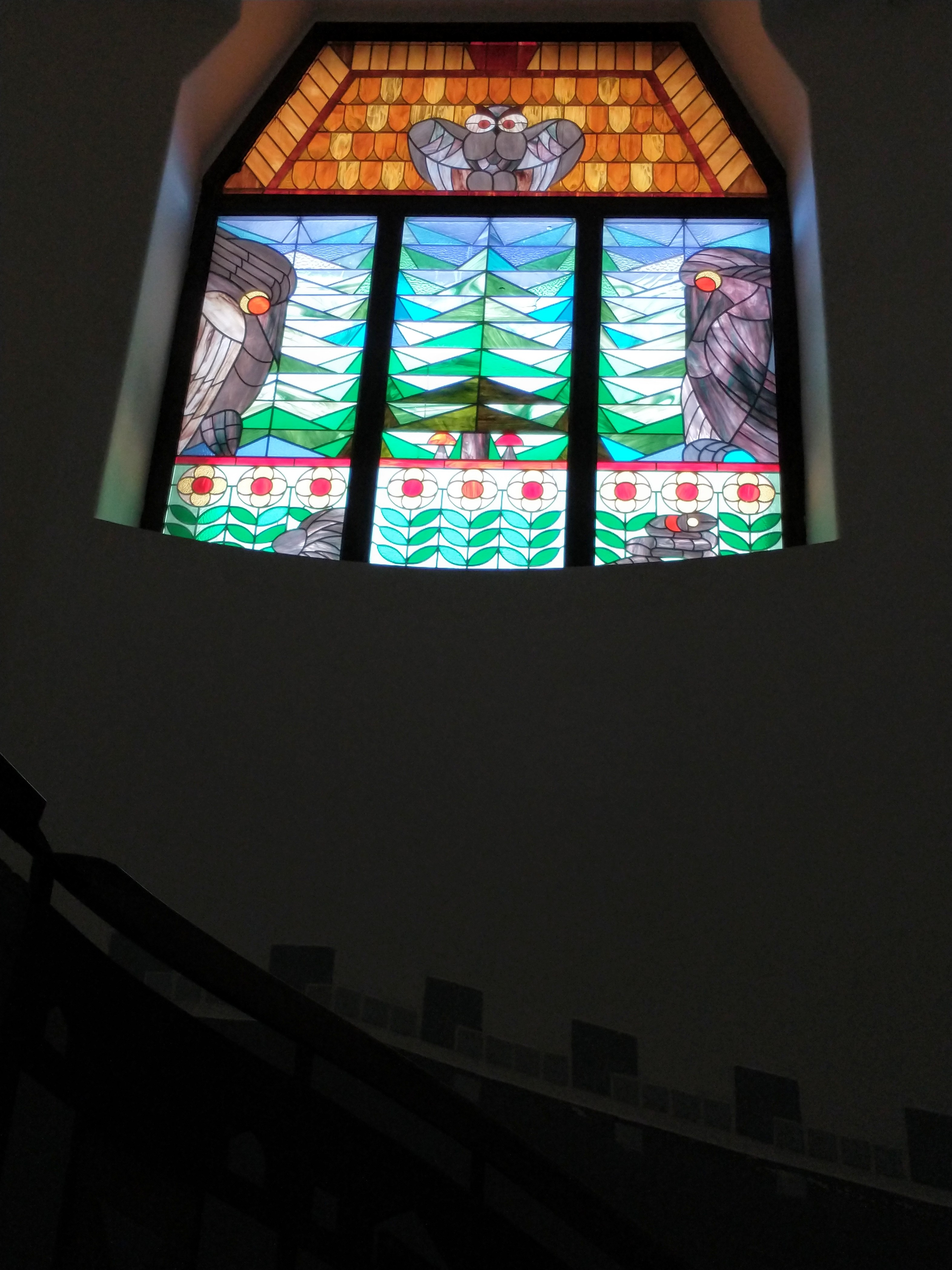